# Pozytywka (zespół muzyczny)
Pozytywka – polski zespół muzyczny grający rockową muzykę patriotyczną i tożsamościową. W brzmieniach utworów pod względem muzycznym słychać takie nurty muzyczne jak rock, heavy metal, thrash metal i inne. Ponadto w repertuarze grupy są utwory typowo akustyczne i ballady. Niektórzy publicyści przypisują zespół do sceny RAC lub wskazują na mocne jego związki z tą sceną. Zespół koncertował występując między innymi w ramach festiwalu Orle Gniazdo. Wykonał również muzykę do filmu fabularno-dokumentalnego pod tytułem „Bitwa Pod Rząbcem – historia prawdziwa”.

## Historia
Zespół muzyczny Pozytywka został założony w 2013 r. z inicjatywy jego wokalisty i gitarzysty – Boba. Pracował on nad materiałem muzycznym na płytę i będąc już blisko jej zakończenia prowadził poszukiwania innych muzyków chętnych do wspólnego grania w zespole. Tak do grupy w początkach kapeli dołączyli: Andrzej, KM, Rejczel i Tomek. W ten sposób grupa została utworzona w Małopolsce. Nieco dokładniej jako miejsce założenia i działania grupy podawany w niektórych opracowaniach jest Kraków.
Pierwszy występ zespołu miał miejsce podczas festiwalu Orle Gniazdo w 2014 r., jaki odbył się w dniach od 3 do 6 lipca. W tym też właśnie roku ukazał się również debiutancki album muzyczny kapeli zatytułowany „Moja Niepodległość”. Kolejny występ przed publicznością kapela miała w roku następnym, 28 lutego 2015 r. Wydarzenie miało miejsce Londynie. Koncert poświęcony był pamięci Żołnierzy Wyklętych. W tym też właśnie roku ukazał się drugi album muzyczny pod tytułem „Wilcze Mogiły” oraz zespół uczestniczył w kolejnej, III edycji festiwalu Orle Gniazdo trwającej od 10 do 12 lipca. W następnym roku Pozytywka zaprezentowała się również w IV edycji wymienionego festiwalu, który odbył się w dniach od 15 do 17 lipca 2016 r..
Zespół Pozytywka koncertował wówczas w całej Europie, ale głównie gościł na scenach w Polsce, na Węgrzech oraz w Anglii. W latach 2015–2016 uczestniczył w trasach koncertowych węgierskiego zespołu Hungarica. W 2016 r. kapela wystąpiła w Warszawie na koncercie kończącym Marsz Niepodległości. Występ miał miejsce na rondzie gen. Charles’a de Gaulle’a.
W kolejnych latach zespół wydał jeszcze mini-album / EP zatytułowany „Leśni”. Publikacja ukazała się dwukrotnie: w 2016 r. i w 2018 r..
Inne przykładowe występy zespołu oraz pozostali wykonawcy, z którymi kapela grała na tych koncertach:
- 2015-11-12: Wrocław, Klub Tawerna, koncert z okazji Święta Niepodległości Polski, inni wykonawcy – Hungarica, Irydion[19]
- 2016-01-08: Lublin, koncert na zakończenie „Marszu ku czci Żołnierzy Wyklętych”, inni wykonawcy – Tadek /Firma/, Irydion, Dawid Hallman[20][21]
- 2017-01-08: Kielce, Wojewódzki Dom Kultury, koncert po premierowej prezentacji filmu „Bitwa pod Rząbcem – historia prawdziwa”[22]
- 2017-03-24: Ostrzyhom (Węgry), Dzień Przyjaźni Polsko-Węgierskiej, inni wykonawcy – Hungarica[23]
- 2017 r. (sierpień): Kielce, Wojewódzki Dom Kultury (koncert na dziedzińcu obiektu), inni wykonawcy – Hungarica[24]
- 2018-12-08: Knurów, „Przystanek Niepodległość”, inni wykonawcy – Hungarica, Gan, Forteca[25].

## Nazwa
Nazwa własna zespołu, pod którą występuje to Pozytywka. Istnieje w repertuarze kapeli utwór muzyczny o tym samym tytule, ale pojawił się on dopiero na trzecim wydawnictwie grupy.
Wspomnieć można, że oprócz opisywanej tu grupy wykonującej rockową (metalową) muzykę patriotyczną, istniał w Polsce także zespół rockowo-popowy z Kielc, o takiej samej nazwie – Pozytywka, który powstał wcześniej (maj 2009 r.) niż tu opisywany. Są też inne zespoły muzyczne i projekty o takiej nazwie. Jednym z wielu przykładów może być grupa muzyczna z Wrocławia oferująca prowadzenie imprez typu wesela, biesiady, przyjęcia itp..
Podobnym przykładem jest rockowy zespół z Nowego Sącza założony z kolei później, bo w 2017 r.. W tym przypadku dochodzi z tego powodu do różnych błędów i pomyłek, przykładowo prowadzących między innymi do tego, że na niektórych portalach internetowych, pod jedna wspólną nazwą prezentowane są „scalone” dyskografie obu tak różnych zespołów.

## Skład
Członkowie kapeli z różnych okresów czasu i ich funkcja w zespole:
- Andrzej: gitarzysta – gitara[3][36]
- Bartosz Janczarski: perkusista – perkusja (w latach 2016–2023)[36]
- Bob: wokal, gitarzysta – gitara (w zespole od chwili jego powstania, tj. od 2013 r.)[2][3][4][36][37][38] (Bob Bobowski[36][38])
- Edyta Szkołut[a]: wokal, gitarzystka – gitara (w zespole od 2016 r.)[4][36][37][39][40]
- Justyna: skrzypaczka – skrzypce[36][37][41] (Justyna Pazera[36][41])
- KM: basista – gitara basowa[2][36][37]
- Rejczel: skrzypek – skrzypce[2][3][36] (Karolina Twardosz[36])
- Tomek: gitarzysta – gitara[2][3][36] (Tomasz Kuś[36][42])

## Powiązania
Edyta Szkołut występowała w zespole Nonamen. Wokalistka gościnnie współpracowała także z węgierską grupą Hungarica. W Nonamen występował również Bartosz Janczarski, który grał także w death metalowej grupie Mutilation. Z kolei Bob występował w zespole Tormentia. W rozwijaniu projektu Pozytywki brał udział także Tomasz Kuś z zespołu Nordica. Razem z tym ostatnim zespołem miał okazję występować z kolei wokalista Pozytywki, między innymi na festiwalu Orle Gniazdo. Natomiast Justyna Pazera występowała w zespole Virus Ego.

## Twórczość
Muzyka tworzona i prezentowana przez zespół Pozytywna to rock z mocnym przekazem patriotycznym i tożsamościowym. Kompozycje i ich brzmienie zaliczane są do takich nurtów muzycznych jak heavy metal i thrash metal. Wskazuje się także widoczny wpływ na tę muzykę innych styli muzycznych, takich jak hard rock i oi!. W repertuarze zespołu jest również muzyka akustyczna i ballady.
Po względem treści utworów muzycznych dominuje tematyka związana z patriotyzmem, tożsamością narodową, ojczyzną, historią Polski, szczególnie tragicznych jej losów po 1939 r. (do około 1963 r.), walki o niepodległość z nazistowskim, a następnie komunistycznym najeźdźcą i okupantem, losami bohaterów walczących o wolność, ze szczególnym uwzględnieniem Żołnierzy Wyklętych oraz nacjonalizmem.
Ze względu na wyżej opisaną twórczość oraz inne kwestie zespół zaliczany jest do polskiej sceny RAC (Rock Against Communism).

## Dyskografia

### Dyskografia zespołu
Albumy muzyczne:
- „Moja Niepodległość”: 2014 r., Strong Survive Records (identyfikator albumu: SSR 106), jedna płyta kompaktowa[9][10][55]
- „Wilcze Mogiły”:  2015 r., Not On Label (Pozytywka self-released), jedna płyta kompaktowa[10][11][56]
- „Leśni”:
  - 2016 r., Not On Label (Pozytywka self-released), jedna płyta kompaktowa, Mini-Album / EP[10][18]
  - 2018 r., Not On Label (Pozytywka self-released), jedna płyta kompaktowa, Mini-Album / EP, digipack[50].

### Składanki
Składanki, kompilacje:
- „Unbroken Brotherhood - Compilation Of The Polish-Hungarian Solidarity”: 2014 r., Sons Of Europe Productions, jedna płyta kompaktowa[58][59]
- „Day Of The Rope Vol. VI”: 2014 r., Strong Survive Records (identyfikator albumu: SSR 108, Volume 6), jedna płyta kompaktowa[58][60]
- „Solidarni z górnikami”: 2017 r., Nasz Sklep, Gallus Store (identyfikatory: NS008, 2007985912), jedna płyta kompaktowa[42][61], mp3[62]
- „Festiwal Orle Gniazdo – Wydanie jubileuszowe”: 2017 r., Not On Label, jedna płyta kompaktowa[42][63]
- „Rock N'Sfera Vol. IV”: 2019 r., Studio Aimix, jedna płyta kompaktowa[64][65].

### Teledyski
Teledyski:
- „My, Ogniowe Dzieci”[b][3][4][16][66][67] (trzeci teledysk w historii zespołu), utwór poświęcony pamięci mjr. Józefa Kurasia „Ognia” oraz Zgrupowaniu Partyzanckiemu „Błyskawica”[3][4]
- „Leśni”[c] (teledysk, w którym część ujęć to materiał z filmu „Bitwa Pod Rząbcem – historia prawdziwa”)[16][66][68]
- „Ostatni Nabój” (cover utworu Lecha Makowieckiego)[66]
- „Wilcze Mogiły” feat. Edyta Szkołut[3][4][66] (klip promujący album muzyczny o tym samym tytule z 2015 r.[3]).

Na oficjalnym profilu prowadzonym w ramach portalu internetowego YouTube zespół udostępnia także inne nagrania wideo i audio. Dostępne są między innymi nagrania z koncertów na żywo (live), np. z koncertu w ramach Wschowskiego Spotkania Historycznego oraz filmy promujące określone wydarzenia muzyczne i patriotyczne.

### Film „Bitwa Pod Rząbcem – historia prawdziwa”
W 2016 r. powstał film pod tytułem „Bitwa Pod Rząbcem – historia prawdziwa”. Utwór zespołu Pozytywka pod tytułem „Leśni”, który znalazł się także na wydanym w 2016 r. (i później w 2018 r.) mini-albumie / EP o tym samym co utwór tytule oraz cały mini-album został napisany oraz nagrany jako ścieżka dźwiękowa do tego właśnie filmu. Film zrealizowany został przez Fundację Odzyskajmy Naszą Historię. Wsparcia finansowego udzielił Urząd do Spraw Kombatantów i Osób Represjonowanych. Wybrane ujęcia z filmu wykorzystano także w teledysku do utworu „Leśni”. Jest to film fabularno-dokumentalny (dokument fabularyzowany) upamiętniający Bitwę pod Rząbcem.

### Utwór Pozytywka
W trzecim wydawnictwie zespołu – mini-albumie „Leśni” – znalazł się między innymi utwór pod tytułem „Pozytywka”. Zwrócił on na siebie uwagę komentatorów i recenzentów twórczości zespołu oraz jego wydawnictw. Jak przekonują sami autorzy tego dzieła, historia opowiedziana w utworze, a dotycząca anonimowych bohaterów, których tragiczne losy wojenne rozdzieliły, mimo łączącej ich miłości, nie dotyczy konkretnych osób, lecz ma przedstawić realia jakże odległe dla współczesnych ludzi, przedstawić ich uczucia, pozwolić ich doświadczyć i docenić, szczególnie wartości jaką niesie ze sobą wierność, troska oraz nawet tęsknota.

### Inne przykładowe utwory
Pośród innych wyróżniających się utworów, które pozwalają zorientować się w tematyce twórczości zespołu, to między innymi:
- „Armio Krajowa” – utwór zamieszczony w albumie „Wilcze Mogiły” wydanym w 2015 r., poświęcony siłom zbrojnym utworzonym przez Polskie Państwo Podziemne, czyli  Armii Krajowej[70]
- „My, Ogniowe dzieci” – utwór zamieszczony w albumie „Wilcze Mogiły” wydanym w 2015 r., poświęcony jest Józefowi Kurasiowi pseudonim „Ogień”, Żołnierzowi Niezłomnemu z Podhala, kompozycja o ciężkim brzmieniu opartym na mocnych gitarach harmonijnie uzupełniona klasycznym dźwiękiem skrzypiec[71]
- „Niezłomni” – utwór zamieszczony w albumie „Leśni”  wydanym w 2016 r., utwór w zdecydowanie łagodniejszej formule o ciekawym wokalu[72].

## Odbiór i opinie
Albumy „Moja Niepodległość” i „Wilcze Mogiły” cieszyły się sporym zainteresowaniem fanów muzyki tożsamościowej oraz zebrały pozytywne recenzje. Uwagę odbiorców przykuły i wywołały pozytywną reakcję takie cechy kompozycji muzycznych jak melodyjność utworów, mocne gitary, dobre współbrzmienie klasycznych skrzypiec, przy czym jest to ciężka, metalowa muzyka, która może przypaść do gustu lub być akceptowalna nawet przez osoby, które na co dzień nie słuchają takich ostrych dźwięków muzycznych. Także mini-album „Leśni” otrzymał bardzo dobre recenzje i było ich nadspodziewanie dużo. Ponadto akustyczne nagrania oraz ich aranżacje uznane zostały jako nowość na polskiej scenie tożsamościowej, mimo że wcześniej pojawiło się kilka tego typu kompozycji, które w pewnym stopniu stanowiły inspirację dla twórców. Wysoko oceniane są także talenty autorskie i w zakresie komponowania, gdyż podkreśla się w opiniach takie osiągnięcia jak kunszt rockowego, ciężkiego brzmienia, doskonałe wyczucie, dobór muzyki, dobra orientacja w historii, świetne teksty. Zaangażowanie całego zespołu i jego kunszt powodują, że w spostrzeżeniach dotyczących grupy nie umknęło uwadze, że artyści tworzą swą muzykę z serca, a nie komercyjnie.

## Muzycy o sobie
Muzycy Pozytywki sami swoją muzykę określają jako metal z patriotyczno-tożsamościowym przesłaniem. Szczególnie ciepło wypowiadają się o swoim mini-albumie „Leśni”. Pod koniec pracy nad materiałem do albumu byli z niego bardzo zadowoleni i szczęśliwi uznając, że wyszedł materiał stanowi spójną całość zgodnie z pierwotnymi założeniami, które udało się zrealizować w sposób satysfakcjonujący dla artystów i jak później się okazało także dla odbiorców. Muzycy podkreślają także swoje zaangażowanie w występy na festiwalach i wydarzeniach patriotycznych. Szczególnie cenią zarówno możliwość występów, jak i całe wydarzenie, w ramach festiwalu Orle Gniazdo. Doceniają jego znaczenie, jako ówcześnie największego festiwalu muzyki tożsamościowej i patriotycznej, ale także ze względu na panującą tam atmosferę braterstwa i ducha patriotycznego, możliwość spotkania wielu przyjaciół oraz towarzyszące festiwalowi atrakcje.
Wobec przesłania płynącego z ich twórczości muzycy mają jasną i jednoznaczną koncepcję, aby miało ono funkcję dydaktyczną. Tak więc muzyka wraz z tekstami którą tworzą obok funkcji rozrywkowej ma także według nich przekazywać ważne treści, uświadamiać i przypominać o wartościach narodowych, o polskich bohaterach i o tym, że nie wolno o nich zapominać, lecz powinni być wznoszeni na piedestały, mające inspirować i wskazywać właściwy kierunek postępowania. Są w nich ukazane więc postawy godne naśladowania, jest walka, jest nieustępliwość, wytrwałość, wola przetrwania, a wszystko to dla Polski i narodu.